# Kunst in Vrijheid

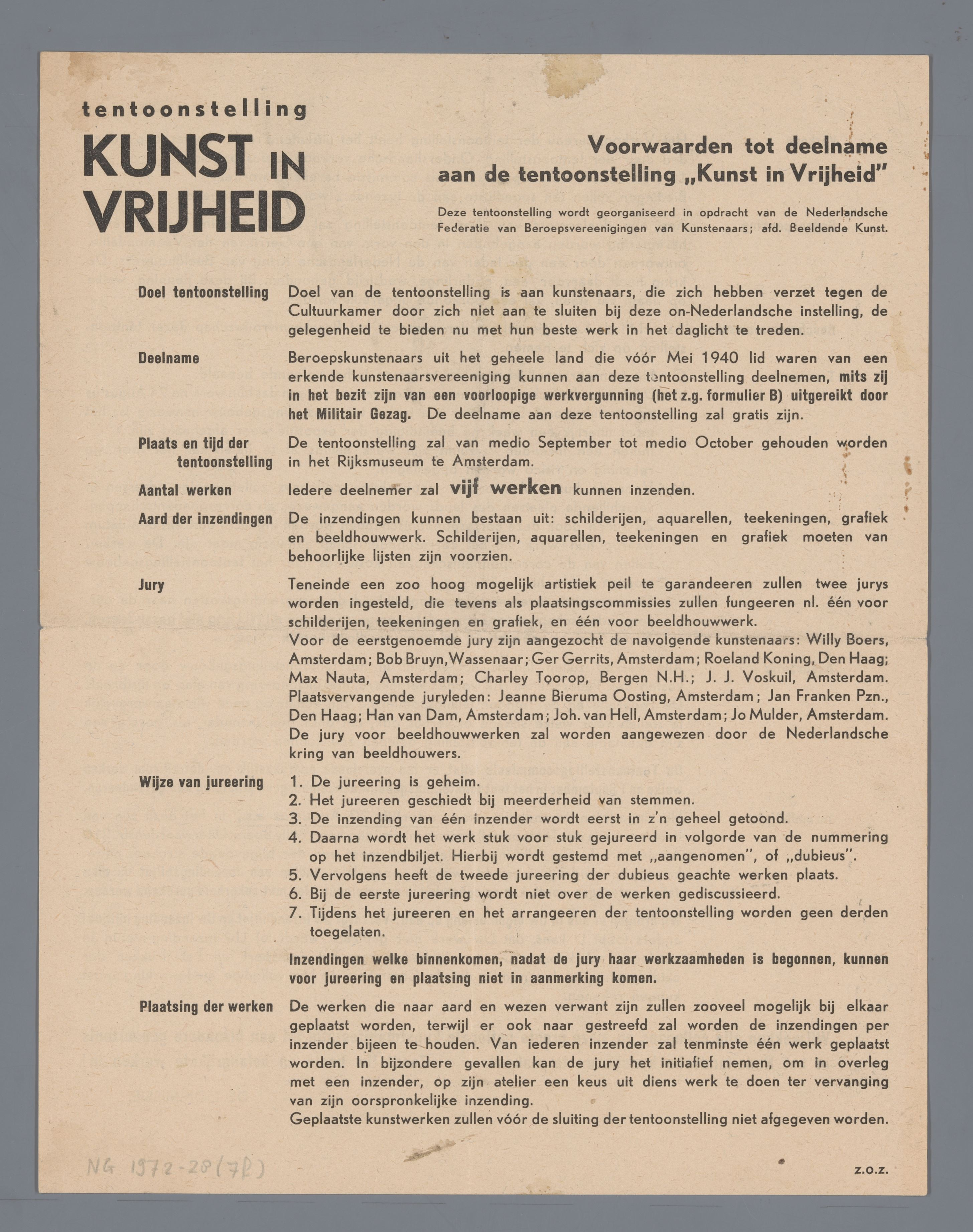
"Voorwaarden tot deelname aan de tentoonstelling Kunst in Vrijheid"

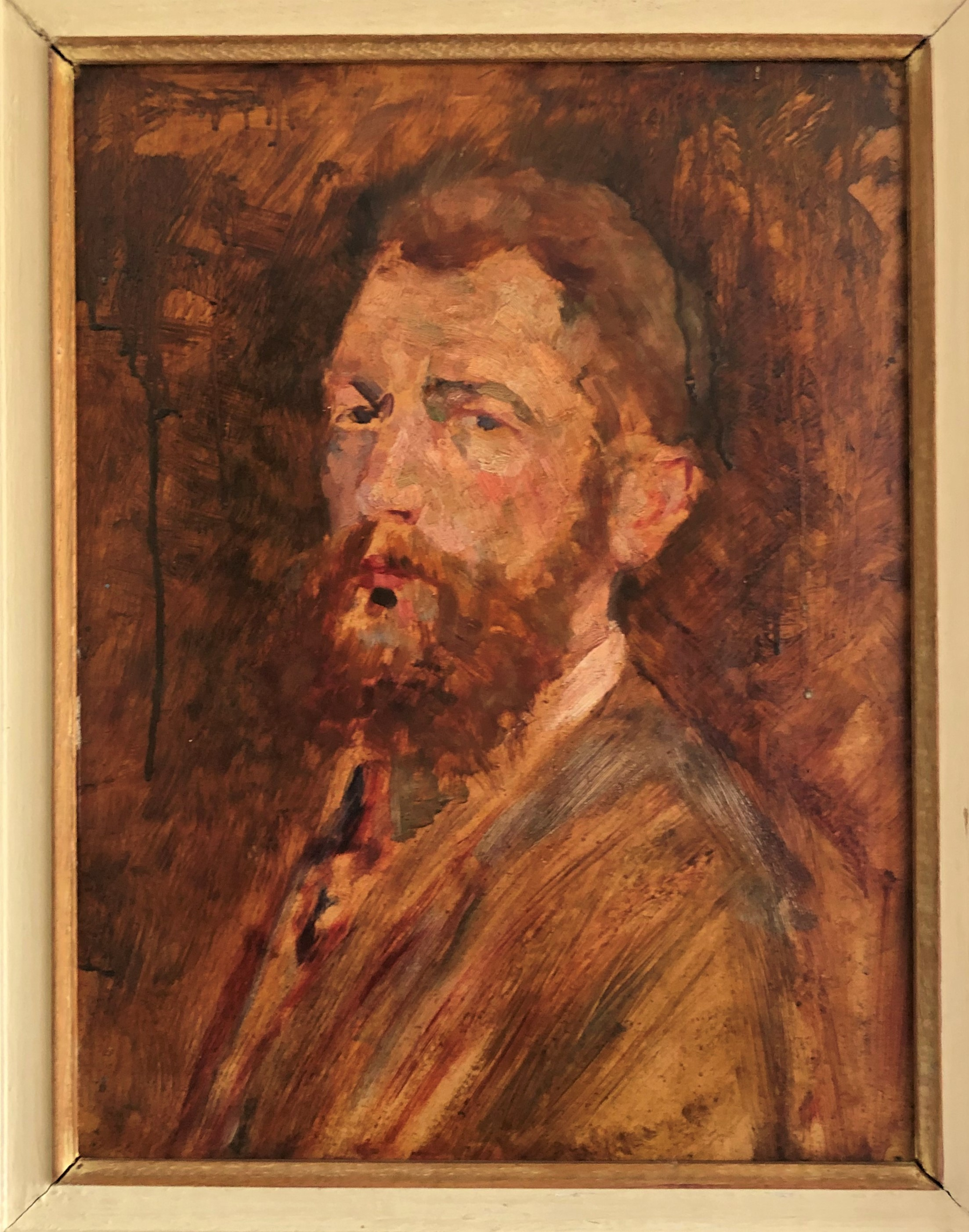
Van de tijdens de oorlog overleden Eugène Lücker waren een zelfportret en vier etsen te zien.

Kunst in Vrijheid, met als ondertitel 'Werken van Nederlandse Beeldende Kunstenaars die de Kultuurkamer hebben afgewezen', was een expositie in het Rijksmuseum Amsterdam van 22 september 1945 t/m 15 november 1945.

## Achtergrond
In de aanloop naar de Tweede Wereldoorlog werd in het Rijksmuseum Amsterdam in de tentoonstelling Onze kunst van heden (1939-1940) werk getoond van Nederlandse kunstenaars. Al kort na de bevrijding organiseerde de afdeling beeldende kunsten van de Nederlandse Federatie van Beroepsverenigingen de tentoonstelling Kunst in het harnas in het Stedelijk Museum Amsterdam, waarbij aandacht werd geschonken aan Nederlandse kunstenaars die tijdens de oorlog waren omgekomen en aan degenen die actief waren geweest in het verzet. Nog ten tijde van de voorbereiding voor die tentoonstelling ging een oproep de deur uit voor een nationale tentoonstelling gewijd aan kunstenaars die zich niet hadden aangesloten bij de in 1941 opgerichte Nederlandsche Kultuurkamer. Het was de bedoeling deze opnieuw in het Stedelijk te houden, maar omdat daar geen plaats was, werd het Rijksmuseum benaderd. Hoewel de nieuwe directeur van het Rijks, jhr. David Röell, principiële bezwaren had tegen een tentoonstelling van moderne kunst in zijn museum, maakte hij voor deze keer een uitzondering. Bovendien konden kunstenaars die in de zwaar getroffen gebieden rond Nijmegen en Wageningen woonden, bij het Rijksmuseum aankloppen voor glas en lijsten.
Willy Boers, secretaris van de voorbereidende commissie, maakte het affiche voor de tentoonstelling. De inzendingen van schilderijen en beeldhouwwerken werden beoordeeld door een jury bestaande uit Willy Broers, Bob Bruijn, Max Nauta, Charley Toorop en Jo Voskuil. Koningin Wilhelmina, beschermvrouwe van de tentoonstelling, stelde drie van haar schilderijen beschikbaar. Er werden ruim 700 schilderijen geselecteerd. Over de deelnemende kunstenaars schreef Nauta in zijn voorwoord in de catalogus: "wij, de beeldende kunstenaars die weigerden zich in nationaal-socialistisch verband te voegen, [treden] met ons werk uit de duisternis waarin het verborgen was in het volle licht der openbaarheid. (...) Samen met hun Nederlandsche kunstbroeders exposeeren hier Indonesiërs en West-Indiërs, terwijl ook buitenlandsche schilders werk voor de tentoonstelling afstonden. (...) Tot goed begrip diene, dat enkele der hier vertegenwoordigde kunstenaars zich wel bij de kultuurkamer lieten inschrijven zij deden dit in overleg met illegale contacten om hun verzet te bemantelen." Alle deelnemers aan de tentoonstelling ontvingen de Gerrit van der Veen-penning. De penning ter herinnering aan Gerrit van der Veen werd gemaakt door Hildo Krop en draagt als opschrift "Door hecht verzet de kunst gered van Nazisme". Jan Ponstijn kreeg de eerste uitgereikt.
Op 22 september 1945 werd de tentoonstelling geopend door minster van Onderwijs, Kunsten en Wetenschappen, prof. dr. G. van der Leeuw. Frits Huygens, recensent voor het Algemeen Handelsblad, sprak zijn waardering uit voor de opzet van de tentoonstelling: "Ondanks de vermoeiende veelheid, de verschillende uitingen van streven en strijd om de materie en expressie, zijn de organisatoren – de juryleden zelf hebben dagen achtereen gezwoegd om de zalen aan te kleeden – erin geslaagd een zekere overzichtelijkheid in de rangschikking te bereiken en zijn vele wanden naar richting en tonaliteit op zeer gelukkige wijze afgestemd. Een woord van hulde is hier zeker op zijn plaats. Een ander bevestigde zijn positieve indruk van de inrichting, maar vond het beeld van de expositie onzuiver omdat er werk van vóór 1940 hing. Volgens hem had de tentoonstelling als overzichtstentoonstelling daarmee zijn doel gemist. De tentoonstelling zou een maand duren, maar de looptijd werd met ruim drie weken verlengd. De tentoonstelling werd door ruim 25000 bezoekers bezocht.

## Deelnemers
Deelnemende kunstenaars waren:
- Henk Albers
- Peter Alma
- Cornelis Andrea
- Mari Andriessen
- Pieter Willem van Baarsel
- Nel Bakema
- Bakhoven
- Charles Bakker
- Jan Abraham Bakker
- Bets Bayens
- Han Bayens
- Meint Beekhuis van Till
- Chris Beekman
- Christiaan Frederik Bekker
- Hubert Bekman
- Pieter den Besten
- Wim Beuning
- Louise Beijerman
- Jeanne Bieruma Oosting
- Sara Bisschop
- Johan Jacob Bodaan
- Jan de Boer
- Wilhelmus de Boer
- Willy Boers
- Leendert Bolle †
- Willem Bon
- Claire Bonebakker
- Leo Braat
- Maaike Braat
- Peter van den Braken
- Bert Brante
- Miek Brante-Bloemen
- Adriënne Broeckman-Klinkhamer
- Hendrik Broer
- Nettie Bomberg
- Henrik Brouwer
- M. van Brugge
- Cor ter Brugge
- Jacob Bruin
- Rudolf de Bruyn Ouboter
- Livinus van de Bundt
- Han Bijvoet
- Mies Callenfels-Carsten
- Fred Carasso
- J.K. Chevallier
- Paul Citroen
- P.H. Coenen
- Anton Jan Cozijnsen
- Han van Dam
- Lucie van Dam van Isselt
- Henk Dannenburg
- Elisabeth Dannenburg-Maes
- Mou van Dantzig
- Koert Delmonte
- Reinder Juurt Draijer
- Cornelis Dronsberg van der Linden
- V. Duyn
- Berthe Edersheim
- Petrus Jacobus van Egmond
- Willem Eitjes
- Dick Elffers
- A. Erkelens
- M.C. Escher
- Piet Esser
- Jan Everts
- Anneke van der Feer
- Rachel Fernhout-Pellekaan
- Barend Ferwerda
- Albert Fiks
- Jan Franken Pzn.
- Corinne Franzén-Heslenfeld
- Jim Frater
- Theodoor Paul Galestin
- J. Gall
- Cock van Gent
- Ger Gerrits
- Gerard C.J. Gerrits
- Leo Gestel †
- W.H. Gispen
- Marian Gobius
- Maurice Góth †
- Sárika Góth †
- Ali Goubitz
- Paul Grégoire
- John Grosman
- M. de Gruyter-Feuerstein
- J. Haak
- Bert Haanstra
- Folkert Haanstra
- Frits van Hall †
- Jeanne van Hall-Brandsma
- Jan van Ham
- Flip Hamers
- Frederik Winston Hanf
- Marianne Hartong
- Chris Hassoldt
- Nola Hatterman
- Jan Havermans
- Jan van Heel
- Annie van der Heide-Hemsing
- Fri Heil
- Johan van Hell
- Ed. Hellendoorn †
- Hendriks
- Dolf Henkes
- Henk Henriët †
- Roeloffina van Heteren-Vink
- Wout van Heusden
- Louise van Holthe tot Echten
- Ina Hooft
- Lizzy Hoogewerff-Goddard
- Maisie van Hoogstraten
- Wim van Hoorn
- Horn
- Chiem van Houweninge
- Jan Hul
- Ber Hulsing
- Frieda Hunziker
- W. Hussem
- G.H.J. Huysser
- Hans Ittmann
- A. de Jong
- Liet Jorissen
- Jaap Kaas
- Dorry Kahn
- Jan Kamman
- Otto B. de Kat
- Wim Kersten
- Samuel Klinkenberg
- Nel Kluitman
- Elize Knuttel
- Willem Koerse
- Mark Kolthoff
- Douwe Komter
- Dirk Koning
- Roeland Koning
- Ulco Kooistra
- Harry Koolen
- C.M. van Koolwijk
- Jan Koperdraad
- Anneke Kortenhorst-Kloppenburg
- Grietje Kots
- Paul Kromjong
- Hildo Krop
- Han Krug
- Louis Kruger
- H. van Kruiningen
- Henk Krijger
- Willem van Kuilenburg
- Hilda L.M. Laarman
- Gerrit David Labots
- H.J.M. Lamoen
- Hugo Landheer
- Eelco Cornelis Leegstra
- Titus Leeser
- Hubert Levigne
- Johan Limpers †
- Suze de Lint
- Hubert van Lith
- Lou Loeber
- Truus Loeff-van Someren Gréve
- Theo Lohmann
- Adriaan Lubbers
- Eugène Lücker †
- Theo Luns
- Harry F. Maas
- Henri Carl Maclean
- Jan Mammen
- Thijs Mauve
- Jan Meefout
- Albert Meertens
- Jan Meine Jansen
- Johan Mekkink
- Melle
- Harmen Meurs
- Johan Meijer
- Sal Meijer
- Ton Meijer
- Gerrit Mink
- Abraham de Miranda
- Bartha Femke Mirandolle-de Vries
- Chris de Moor
- Jo Mulder
- Wim Mulder
- I.S. Naarden
- Hans Nahuys
- Dirk Berend Nanninga
- Mien Nanninga
- Max Nauta
- Elie Neuburger
- Arnold Bernard Neujean
- Juul Neumann
- C.C. van Niekerk
- Nieweg
- Hans van Norden
- Simon Nuissl
- Wim Oepts
- Albert L. Oger
- Gijsbertus Bernardus Olieslagers
- Nico Onkenhout
- Coen van Oven
- Ru Paré
- Geni Peter
- Wim van de Plas
- Adriaan van der Plas
- Anneke Polderman
- Hugo Nicolaas Polderman
- Jan Ponstijn
- Samuel le Poole
- Justin van de Port
- Anton Rädecker
- John Rädecker
- Marie van Regteren Altena
- Engelien Reitsma-Valença
- Theo van Reijn
- Charles Roelofsz
- Simon Rood
- Dorus Roovers
- Gra Rueb
- Johannes Rusman
- Sacha (Alexander Dawideit)
- S. Salim
- Arnold J.J. Scheffers
- Lodewijk Schelfhout †
- Marinus Schipper
- Henri Schoonbrood
- Johan Wilhelm Schotman
- Lode Sengers
- Frits Sieger
- R. Snapper
- Bertus Sondaar
- Pieter Starreveld
- Cephas Stauthamer
- Charles Stok
- Abraham Stokhof de Jong
- Arie Teeuwisse
- Quirijn van Tiel
- Charley Toorop
- Jan Trapman †
- Jelle Troelstra
- Helena Tutein Nolthenius-Alberda
- Willem Valk
- Gerrit van der Veen †
- Betty Veenhuysen
- Johan Laurent ter Veer
- Eduard Verboog
- Jan Veringa
- Johannes Albertus Verwer
- Dirk Vis
- Charles Vos
- Jo Voskuil
- Henk Vreeling
- Marinus Vreugde
- Daan de Vries
- Adriaan Wagemaker
- Herman Walstra
- Elisabeth Wassink
- Mathé van der Weiden
- Johannes Weiland
- Oswald Wenckebach
- Joh. G. Wertheim
- Betsy Westendorp-Osieck
- Jo Weyers
- J.H. Weijns
- Han Wezelaar
- Frans Wiegers
- Jan Wiegers
- Annie Wiesebron-Spier
- Wim Wijman
- Marie Willeboordse
- C.N. Willemse
- Nico Witteman
- Jan Wittenberg
- Dirk Wolbers
- Gonda Wulfse
- Gerrit Willem van Yperen
- Willem IJzerdraat
- Lambertus Zijl
- M. Zwart
- Johan van Zweden
- Douwe van de Zweep
- Piet Zwiers